# Ян Баранек (футболіст, 1993)
Ян Баранек-молодший (чеськ. Jan Baránek ml. 26 червня 1993, Опава) — чеський футболіст, захисник. Він грав на позиції центрального захисника, і його перевагою був удар головою завдяки його зросту. По завершенні кар'єри — футбольний тренер.

## Клубна кар'єра
Вихованець «Баніка» (Острава). В осінній частині сезону 2012/13 пробився до основної команди. Дебютував у чемпіонаті Чехії 21 вересня 2012 року в грі проти ліберецького «Слована» (2:2). Всього за клуб він провів 38 матчів чемпіонату, в яких забив три голи. У 2014 році він став найкращим чеським футболістом року в номінації «Талант року».
У грудні 2014 року він погодився на перехід у «Вікторію» (Пльзень) і 1 січня 2015 року підписав з командою 3,5-річний контракт.
Дебютував у новому клубі 1 березня 2015 року у грі проти клубу «Градець-Кралове» (3:2), вийшовши на 86-й хвилині замість Даніела Коларжа. У весняній частині сезону він провів сім ігор чемпіонату, більшість із них виходячи на заміну. За два тури до завершення сезону 2014/15 з командою виграв чемпіонський титул.
30 листопада 2015 року в матчі чемпіонату проти «Яблонця» він забив на 32-й хвилині єдиний і вирішальний гол у матчі. Протягом сезону він регулярно грав у стартовому складі на позиції центрального захисника, найчастіше разом із Лукашем Гейдою чи Романом Губником. Цього року він забив п'ять м'ячів у ворота захисників. У сезоні 2015/16 за три тури до кінця сезону він здобув чемпіонський титул у складі «Вікторії», а клубу вперше в історії вдалося захистити чемпіонство.
21 вересня 2016 року в матчі Кубка Чехії проти «Глучина». У цьому матчі він отримав травму коліна, яка спочатку не здавалася серйозною. Пошкоджене коліно вимагало трьох операцій поспіль, і лікарі зрештою прийшли до висновку, що якщо Баранек продовжить займатися спортом вищого рівня, він ризикує потребувати штучного суглоба протягом двох-трьох років. З цих причин він вирішив завершити професійну кар'єру у віці 24 років, про що офіційно оголосив 5 лютого 2018 року.
Після завершення професійної кар'єри почав грати в аматорському футболі в «Богуславіце», повернувшись до рідного міста влітку 2019 року, перейшовши в третьоліговий «Дольні Бенешов».

## Виступи за збірну
Виступав за збірні Чехії до 20 і 21 року. Брав участь у молодіжному чемпіонаті Європи, який проходив у Чехії.

## Тренерська кар'єра
У липні 2018 року був призначений помічником тренера третьолігового клубу «Дольні Бенешов». Згодом працював у інших клубах та молодіжній збірній Чехії.

## Особисте життя
Його батько — колишній футболіст і тренер Ян Баранек старший, а дядько — інший футболіст Віт Баранек.